# جرابيات أمريكية
الجرابيات الأمريكية (الاسم العلمي: Ameridelphia) هي أصنوفة من الثدييات تتبع تحت طائفة الجرابيات.

## التصنيف
- أبوسوميات الشكل
  - الأبوسوميات الأمريكية